# Herbert Kupferberg
Herbert Kupferberg (New York, 1918 – New York, 22 febbraio 2001) è stato un critico musicale statunitense, caporedattore della rivista Parade Magazine.

## Carriera
Kupferberg ha conseguito la laurea magistrale in lingua inglese e giornalismo alla Columbia University. Per più di vent'anni, è stato redattore e critico per The New York Herald Tribune. Nel 1966 dopo la cessione di proprietà, è entrato a far la rivista Parade. Inoltre ha scritto recensioni per The Atlantic e per il  National Observer.

## Libri
Ha pubblicato diversi libri, tra cui Those Fabulous Philadelphians: The Life and Times of a Great Orchestra (Quei favolosi filadelfiensi: La vita e i tempi di una grande orchestra) del 1970 e Amadeus: A Mozart Mosaic (Amadeus: Un mosaico di Mozart) del 1986.

Altri sue pubblicazioni comprendono:
- The Mendelssohns: Three Generations of Genius (I Mendelssohn: Tre generazioni di Genius), 1972
- Felix Mendelssohn: His Life, His Family, His Music (Felix Mendelssohn: La sua vita, la sua famiglia, la sua musica), 1972
- A Rainbow of Sound: The Instruments of the Orchestra and Their Music (Un arcobaleno di suoni: Gli strumenti dell'orchestra e la loro musica), con fotografie di Morris Warman, 1973
- Tanglewood, 1976
- Opera, 1979
- Basically Bach: A 300th Birthday Celebration (Fondamenti di Bach: celebrazione del 300º compleanno), 1985
- Book of Classical Music Lists (Liste dei libri di musica classica), 1988

## Morte
Kupferberg è morto all'età di 83 anni a New York City il 22 febbraio 2001. Ha lasciato la moglie, Barbara, tre figli, Seth, Joel e Natalie; e quattro nipoti.